# XOP
XOP (від англ. eXtended Operations – розширені операції ) – розширення набору інструкцій x86/AMD64, анонсоване корпорацією AMD 1 травня 2009 року.
Є розширенням та розвитком ідей, реалізованих у 128-бітих інструкціях SSE в архітектурах x86/x86-64. Реалізовано з мікроархітектури мікропроцесорів AMD Bulldozer (12 жовтня 2011). Не підтримується процесорами AMD, починаючи з мікроархітектури Zen (Ryzen, EPIC; 2017 рік).
У набір інструкцій XOP входить кілька різних типів векторних інструкцій, оскільки він був спочатку задуманий як велике оновлення SSE. Більшість інструкцій є цілими, але в набір також входять інструкції для перестановки чисел з рухомої комою та інструкції екстракції дробової частини.

## Історія
XOP є переробкою частини ідей, призначених для SSE5. Набір було змінено, щоб зробити його більш схожим на AVX, але не дублювати інструкції. Інструкції, що збігаються з AVX, були видалені або переміщені в окремі розширення, наприклад FMA4 (векторне множення-додавання для рухомої коми) і CVT16 (перетворення чисел половинної-точності, реалізовано корпорацією Intel як F16C).
Усі інструкції SSE5, для яких був аналог або еквівалент у наборах AVX та FMA3, використовують кодування, запропоновані корпорацією Intel. Цілочисленні інструкції без еквівалентів AVX були класифіковані як розширення XOP. Інструкції XOP кодуються кодами операцій, що починаються з байта 0x8F (шістнадцяткове значення), але в іншому використовують схему кодування, майже ідентичну AVX з 3-байтовим префіксом VEX.
Окремі експерти (Agner Fog) розцінили це як ознака того, що корпорація Intel не дозволила AMD використовувати будь-яку частину великого кодового простору VEX. Компанія AMD, ймовірно, була змушена використовувати відмінні коди для того, щоб уникнути будь-якої комбінації, яку міг би в майбутньому використовувати Intel. Схема кодування XOP максимально наближена до VEX, але усуває ризик перетину майбутніх опкодів Intel.
Використання байта 8F вимагає, щоб m-біт (див. схема кодування VEX) мав значення більше або дорівнює 8, щоб уникнути перетину з інструкціями, визначеними на даний момент. Байт 0xC4, який використовується у схемі VEX не має такого обмеження. Через це використання m-бітів для інших цілей у майбутньому в XOP схемі може бути утруднено (VEX не має обмежень на m-біти). Інша можлива проблема полягає в тому, що біти pp в XOP завжди мають значення 00, у той час як у VEX вони встановлюються значення 01 для вказівки, що в інструкції немає застарілих еквівалентів. Це може ускладнити використання pp бітів для інших цілей у майбутньому.
Аналогічна проблема сумісності - відмінності реалізацій розширень FMA3 та FMA4. Intel спочатку запропонував розширення FMA4 в рамках специфікації AVX/FMA версії 3, щоб замінити 3-операнди варіант FMA, запропонований AMD в SSE5. Після того як AMD реалізувала FMA4, Intel відмовився від FMA4 і повернувся до FMA3 у 5 версії специфікації AVX/FMA.
У березні 2015 року компанія AMD розкрила в описі патча для пакету GNU Binutils що Zen, третє покоління архітектури x86-64, у першій редакції (znver1 — Zen, версія 1), не підтримуватиме TBM, FMA4, XOP and LWP інструкції, розроблені спеціально для сімейства мікроархітектури «Bulldozer».

## Цілочисленне векторне множення-додавання
Ці інструкції є цілим аналогом наборів інструкцій FMA. Всі вони — чотириоперадні інструкції, схожі на FMA4, і всі вони працюють над знаковими цілими числами.
| Інструкція           | Опис                                                              | Операція |
| -------------------- | ----------------------------------------------------------------- | --- |
| VPMACSWW VPMACSSWW   | Multiply Accumulate (with Saturation) Word to Word                | 2x8 words (a0-a7, b0-b7) + 8 words (c0-c7) → 4 words (r0-r7) r0 = a0 * b0 + c0, r1 = a1 * b1 + c1, ..                                 |
| VPMACSWD VPMACSSWD   | Multiply Accumulate (with Saturation) Low Word to Doubleword      | 2x8 words (a0-a7, b0-b7) + 4 doublewords (c0-c3) → 4 doublewords (r0-r3) r0 = a0 * b0 + c0, r1 = a2 * b2 + c1, .                      |
| VPMACSDD VPMACSSDD   | Multiply Accumulate (with Saturation) Doubleword to Doubleword    | 2x4 doublewords (a0-a3, b0-b3) + 4 doublewords (c0-c3) → 4 doublewords (r0-r3) r0 = a0 * b0 + c0, r1 = a1 * b1 + c1, ..               |
| VPMACSDQL VPMACSSDQL | Multiply Accumulate (with Saturation) Low Doubleword to Quadword  | 2x4 doublewords (a0-a3, b0-b3) + 2 quadwords (c0-c1) → 2 quadwords (r0-r3) r0 = a0 * b0 + c0, r1 = a2 * b2 + c1                       |
| VPMACSDQH VPMACSSDQH | Multiply Accumulate (with Saturation) High Doubleword to Quadword | 2x4 doublewords (a0-a3, b0-b3) + 2 quadwords (c0-c1) → 2 quadwords (r0-r3) r0 = a1 * b1 + c0, r1 = a3 * b3 + c1                       |
| VPMADCSWD VPMADCSSWD | Multiply Add Accumulate (with Saturation) Word to Doubleword      | 2x8 words (a0-a7, b0-b7) + 4 doublewords (c0-c3) → 4 doublewords (r0-r3) r0 = a0 * b0 + a1 * b1 + c0, r1 = a2 * b2 + a3 * b3 + c1, .. |

## Цілочисленне векторне горизонтальне додавання
Інструкції горизонтального додавання додають суміжні значення у вхідному векторі одне до одного. Вихідний розмір у наведених нижче інструкціях описує ширину виконаного горизонтального додавання. Наприклад, горизонтальний «байт у слова» додає по два байти за раз і повертає результат у вигляді вектора слів, але «байт у четверне слово» додає вісім байтів разом і повертає результат у вигляді вектора чотирьох слів. Шість додаткових горизонтальних інструкцій додавання та віднімання можна знайти в SSSE3, але вони працюють з двома вхідними векторами і виконують лише дві операції.
| Інструкція         | Опис                                                       | Операція                                                                        |
| ------------------ | ---------------------------------------------------------- | ------------------------------------------------------------------------------- |
| VPHADDBW VPHADDUBW | Horizontal add two signed/unsigned bytes to word           | 16 bytes (a0-a15) → 8 words (r0-r7) r0 = a0+a1, r1 = a2+a3, r2 = a4+a5, …       |
| VPHADDBD VPHADDUBD | Horizontal add four signed/unsigned bytes to doubleword    | 16 bytes (a0-a15) → 4 doublewords (r0-r3) r0 = a0+a1+a2+a3, r1 = a4+a5+a6+a7, … |
| VPHADDBQ VPHADDUBQ | Horizontal add eight signed/unsigned bytes to quadword     | 16 bytes (a0-a15) → 2 quadwords (r0-r1) r0 = a0+a1+a2+a3+a4+a5+a6+a7, …         |
| VPHADDWD VPHADDUWD | Horizontal add two signed/unsigned words to doubleword     | 8 words (a0-a7) → 4 doublewords (r0-r3) r0 = a0+a1, r1 = a2+a3, r2 = a4+a5, …   |
| VPHADDWQ VPHADDUWQ | Horizontal add four signed/unsigned words to quadword      | 8 words (a0-a7) → 2 quadwords (r0-r1) r0 = a0+a1+a2+a3, r1 = a4+a5+a6+a7        |
| VPHADDDQ VPHADDUDQ | Horizontal add two signed/unsigned doublewords to quadword | 4 doublewords (a0-a3) → 2 quadwords (r0-r1) r0 = a0+a1, r1 = a2+a3              |
| VPHSUBBW           | Horizontal subtract two signed bytes to word               | 16 bytes (a0-a15) → 8 words (r0-r7) r0 = a0-a1, r1 = a2-a3, r2 = a4-a5, …       |
| VPHSUBWD           | Horizontal subtract two signed words to doubleword         | 8 words (a0-a7) → 4 doublewords (r0-r3) r0 = a0-a1, r1 = a2-a3, r2 = a4-a5, …   |
| VPHSUBDQ           | Horizontal subtract two signed doublewords to quadword     | 4 doublewords (a0-a3) → 2 quadwords (r0-r1) r0 = a0-a1, r1 = a2-a3              |

## Цілочисленне векторне порівняння
Цей набір векторних інструкцій використовує поле immediate кодування як додатковий аргумент, який визначає яке саме порівняння виконувати. Існує вісім можливих варіантів порівняння для кожної інструкції. Вектори порівнюються і всі порівняння, що виявилися істинними, встановлюють всі біти у відповідному регістрі призначення в 1, а помилкові порівняння - встановлюють біти в 0. Цей результат може бути безпосередньо використаний в інструкції VPCMOV - векторизованого умовного пересилання.
| Інструкція | Опис                                | immediate | Порівняння              |
| ---------- | ----------------------------------- | --------- | ----------------------- |
| VPCOMB     | Compare Vector Signed Bytes         | 000       | Менше                   |
| VPCOMW     | Compare Vector Signed Words         | 001       | Менше або дорівнює      |
| VPCOMD     | Compare Vector Signed Doublewords   | 010       | Більше                  |
| VPCOMQ     | Compare Vector Signed Quadwords     | 011       | Більше ніж або дорівнює |
| VPCOMUB    | Compare Vector Unsigned Bytes       | 100       | Дорівнює                |
| VPCOMUW    | Compare Vector Unsigned Words       | 101       | Не дорівнює             |
| VPCOMUD    | Compare Vector Unsigned Doublewords | 110       | Завжди брехливе         |
| VPCOMUQ    | Compare Vector Unsigned Quadwords   | 111       | Завжди істинне          |

## Векторне умовне пересилання
VPCMOV працює як побітовий варіант інструкцій blend із SSE4. Для кожного біта операнда-селектора, рівного 1, виділяє підсумковий біт з першого джерела, якщо біт у селекторі дорівнює 0, вибирає підсумковий біт з другого джерела. При використанні спільно з векторними операціями порівняння XOP дозволяє реалізувати векторний тернарний оператор, або якщо в ролі другого аргументу виступає регістр призначення, умовне умовне пересилання (CMOV).
| Інструкція | Опис                    |
| ---------- | ----------------------- |
| VPCMOV     | Vector Conditional Move |

## Цілочисленний векторний зсув та поворот
Інструкції зсуву відрізняються від подібних до набору інструкцій SSE2 в тому, що вони можуть зрушувати кожен елемент на різну кількість біт, використовуючи знакові цілі числа, що упаковані, з векторного регістра. Знак вказує напрямок зсуву або повороту, позитивні значення для зсуву вліво і негативні - для зсуву вправо  Корпорація Intel реалізувала інший, несумісний набір змінних векторних зсувів та поворотів а AVX2.
| Інструкція | Опис                                |
| ---------- | ----------------------------------- |
| VPROTB     | Packed Rotate Bytes                 |
| VPROTW     | Packed Rotate Words                 |
| VPROTD     | Packed Rotate Doublewords           |
| VPROTQ     | Packed Rotate Quadwords             |
| VPSHAB     | Packed Shift Arithmetic Bytes       |
| VPSHAW     | Packed Shift Arithmetic Words       |
| VPSHAD     | Packed Shift Arithmetic Doublewords |
| VPSHAQ     | Packed Shift Arithmetic Quadwords   |
| VPSHLB     | Packed Shift Logical Bytes          |
| VPSHLW     | Packed Shift Logical Words          |
| VPSHLD     | Packed Shift Logical Doublewords    |
| VPSHLQ     | Packed Shift Logical Quadwords      |

## Векторна перестановка
VPPERM — єдина інструкція, яка поєднує інструкції PALIGNR і PSHUFB з SSSE3 і розширює їх. Деякі порівнюють її з AltiVec інструкцією VPERM. Вона приймає три регістри на вхід: два джерела та селектор (третій). Кожен байт у селекторі вибирає один із байтів в одному з двох джерел для запису у вихідний регістр. Селектор може вибирати нульовий байт, змінювати порядок біт на зворотний, повторювати значний біт. Всі ефекти або входи можуть бути інвертовані.
Інструкції VPPERMIL2PD та VPPERMIL2PS – двооперандні варіанти інструкцій VPERMILPD та VPERMILPS з набору AVX. Вони, як і VPPERM, можуть вибрати вихідне значення з будь-яких полів двох вхідних регістрів.
| Інструкція  | Опис                                               |
| ----------- | -------------------------------------------------- |
| VPPERM      | Packed Permute Byte                                |
| VPPERMIL2PD | Permute Two-Source Double-Precision Floating-Point |
| VPPERMIL2PS | Permute Two-Source Single-Precision Floating-Point |

## Виділення дробової частини чисел із рухомою комою
Ці інструкції виділяють дрібну частину з упакованих чисел із рухомою комою. Така частина числа може бути втрачена при перетворенні їх на ціле.
| Інструкція | Опис                    |
| ---------- | ----------------------- |
| VPCMOV     | Vector Conditional Move |